# Natangia

Hipotetyczne rozmieszczenie plemion pruskich do XIII wieku

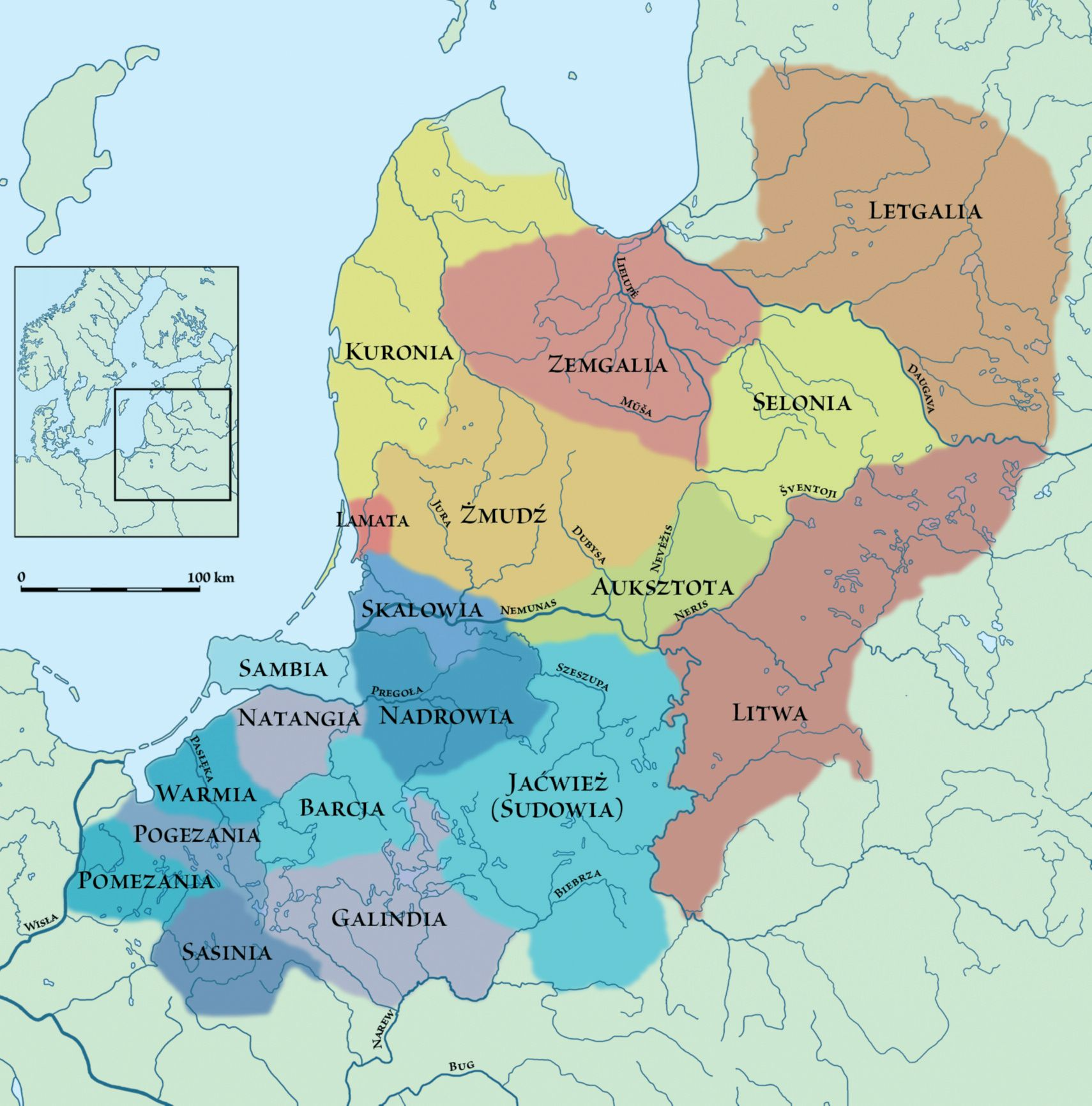
Natangia około 1200 roku

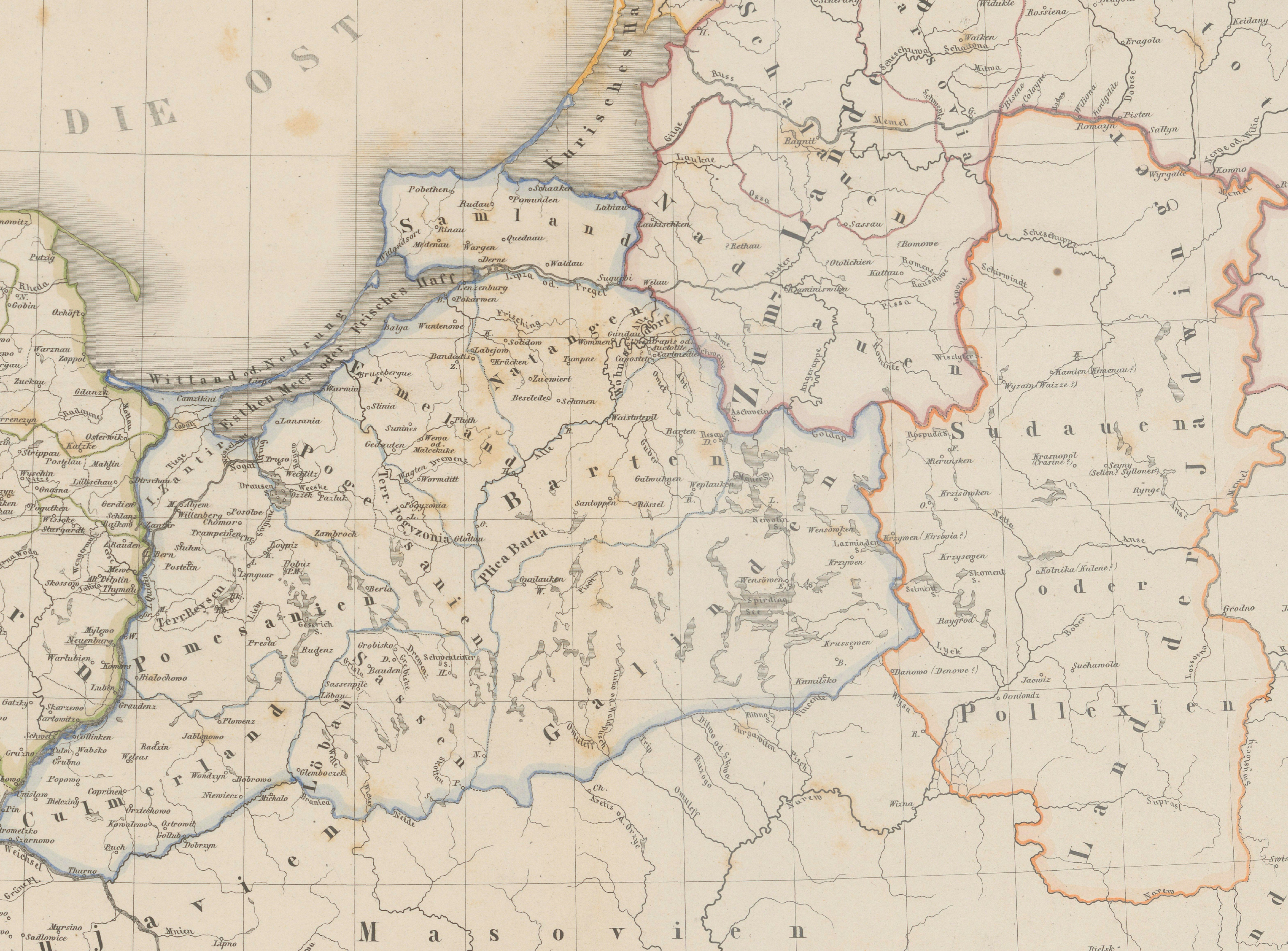
Prusy plemienne według Maxa Toeppena, 1858

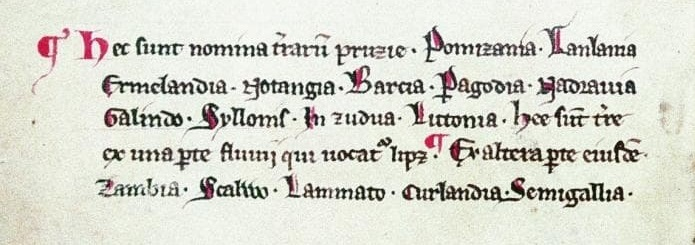
Lista ziem pruskich z duńskiego kodeksu Liber Census Daniae z ok. 1210-1231 r. Natangia wymieniona druga w drugim rzędzie.

Natangia na mapie z roku 1758 – oznaczona kolorem żółtym

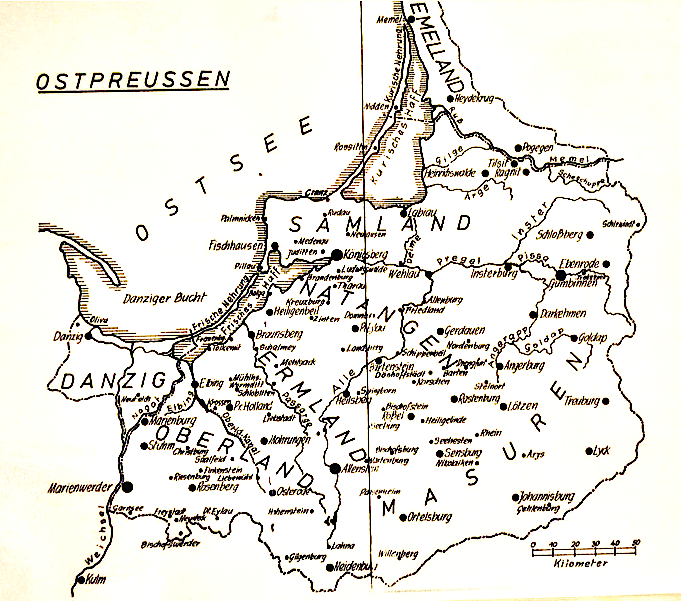
Natangia na mapie Prus Wschodnich sprzed 1945 roku

Natangia – terytorium historyczne położone na terenie krainy historycznej Prusy Dolne. Pierwotnie obejmowało obszar zamieszkany przez jedno z plemion pruskich – Natangów, położony pomiędzy Sambią (od której oddzielała ją Pregoła), Warmią, Barcją i być może Nadrowią. Granice terytorium plemiennego znane są tylko w przybliżeniu. Nie wiadomo, czy Natangia obejmowała ziemię Sclunien i sięgała do Zalewu Wiślanego, podobnie jak nie jest pewne, czy obejmowała ziemię Unsatrapis nad dolną Łyną (późniejszy teren wokół zamku Wohnsdorf). Na terenie Natangii plemiennej prawdopodobnie położony był ośrodek kultu Romowe.
Najstarsza wzmianka o Natangii znajduje się w zbiorze dokumentów Liber Census Daniae (ok. 1210-1231) duńskiego króla Waldemara II Zwycięskiego, który w 1210 wyprawił się do Prus i je sobie czasowo podporządkował.
Natangia stała się celem podboju przez zakon krzyżacki od roku 1238, gdy zdobyto gród Bałga nad Zalewem Wiślanym. Do roku 1241 Natangowie, Warmowie i Bartowie – pokonani podczas oblężenia Bałgi – poddali się Zakonowi. Krzyżacy zbudowali wówczas na terenie natangijskim zamek Krzyżbork (Kreuzburg) i zaczęli zasiedlanie ich ziem. Proces ten opóźniło I powstanie pruskie (1247–1249). W wyniku klęski Prusów i na podstawie układu w Dzierzgoniu (7 lutego 1249) północna Natangia poddała się Zakonowi, ale Natangowie z południa stawiali opór zadając nawet Krzyżakom znaczną klęskę w bitwie pod wsią Kruki (29 listopada 1249). Dopiero dzięki wsparciu rycerstwa, głównie z Niemiec, oraz zawarciu sojuszu z litewskim księciem Mendogiem, Zakon dokonał w ciągu roku 1250 i 1251 podboju reszty Natangii oraz Barcji.
W roku 1257 ustanowiono przejściowo komtura całej nowo podbitej Natangii, podobnie jak Barcji (1257) i Sambii (1254). Krótko potem, w 1260 roku, wybuchło II powstanie pruskie, a zbuntowanymi Natangami dowodził wódz Herkus Monte, który zginął w roku 1273. Po zakończeniu walk Natangię podzielono na dwie komturie – balgijską (Balga) i pokarmińską (Brandenburg), które były zaliczane do komturii dolnopruskich. Natangia pozostawała w obrębie państwa zakonu krzyżackiego do końca jego istnienia i sekularyzacji w 1525 roku, w odróżnieniu od sąsiedniej Warmii, która w 1466 przeszła pod panowanie polskie.
Na początku XVI wieku na terenie Prus zakonnych ustalił się podział administracyjny na trzy większe okręgi: królewiecki (obejmujący Sambię i Litwę Pruską), oberlandzki (Prusy Górne) i natangijski, który obejmował większy obszar niż kraj plemienny – część Prus Dolnych (plemienne Barcję i Natangię) wraz z terenem południowym dawnej „puszczy galindzkiej”, czyli późniejszych Mazur. Podział ten przetrwał również w Prusach Książęcych i Królestwie Prus aż roku 1818, gdy w wyniku reformy administracyjnej powstały mniejsze powiaty (Landkreis). Jednak nieoficjalnie Natangia funkcjonowała jako nazwa jednej z krain w Prusach Wschodnich aż do 1945 roku.
W roku 1945 Natangia została podzielona między Polskę (województwo warmińsko-mazurskie) i obwód królewiecki (najpierw ZSRR, a potem Rosja). Na terenie pierwotnej Natangii leży Górowo Iławeckie i być może Bartoszyce. Inne miejscowości Natangii: Gronowo, Grzechotki, Bezledy, Pruska Iława, Cynty, Święta Siekierka (daw. Świętomiejsce), Domnowo, Krzyżbork, Bałga, Pokarmin (daw. Nowe Zgorzelice).